# Saint-Jean-d'Étreux
Saint-Jean-d'Étreux foi uma comuna francesa na região administrativa de Borgonha-Franco-Condado, no departamento de Jura. Estendia-se por uma área de 4,28 km². Em 2010 a comuna tinha 142 habitantes (densidade: 33,2 hab./km²).
Em 1 de janeiro de 2019, passou a formar parte da nova comuna de Les Trois-Châteaux.